# Taşhüyük, Cizre
Taşhüyük là một xã thuộc huyện Cizre, tỉnh Şırnak, Thổ Nhĩ Kỳ. Dân số thời điểm năm 2011 là 441 người.